# 蜆塚遺跡
蜆塚遺跡（しじみづかいせき）は、静岡県浜松市中央区蜆塚にある縄文時代後期から晩期（約4～3千年前）頃の貝塚、および集落遺跡。国の史跡に指定されている。

## 概要
1959年（昭和34年）5月13日から学界では知られていたが、遺跡の存在自体は江戸時代から知られていたとされている。第1次調査は1955年（昭和30年）の暮れに行われ、その後も数度にわたって調査が実施された。円環状に平地建物跡が20数軒、墓地などの存在が明らかになり、首飾りや貝製腕輪を身につけた人骨なども出土した。これらは縄文時代後期から晩期のものとされる。これらの出土品の多くは遺跡南側に併設されている浜松市博物館（中央区蜆塚四丁目）に展示されている。
比較的規模の大きい貝塚があることで有名な遺跡でもあり、その多くが淡水性で二枚貝の蜆（シジミ）で構成されていたことが遺跡周辺の地域名「蜆塚」の由来である。この貝塚は大きく分けて4つ存在し、その内の一つは専用施設により発掘調査当時のまま保存されている。この貝塚は幾重もの層が存在し、およそ千年分のものが積み重なっているとされており、その堆積は1.5メートルほどに達する個所もある。
貝類だけではなく、土器の破片や海水性の魚類である鯛・マフグ・スズキ・クロダイ・アカエイ・獣の骨なども混在している。また、この貝塚の存在により、遺跡の西にある佐鳴湖が当時は遺跡付近にまで達していたことがうかがえ、水産資源も豊富であったことを物語っている。
現在、遺跡は史跡公園として無料で開放されており、駐車場も整備されている。また、当時の建物が復元されており、その様子を見ることも可能である。

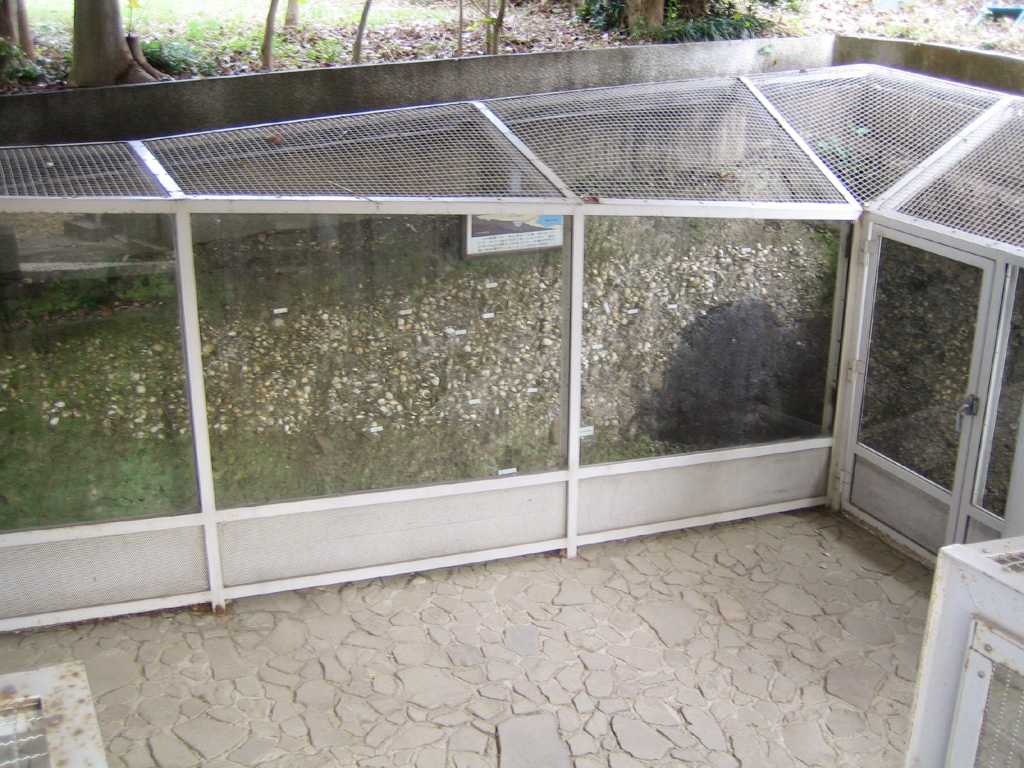
第一貝塚
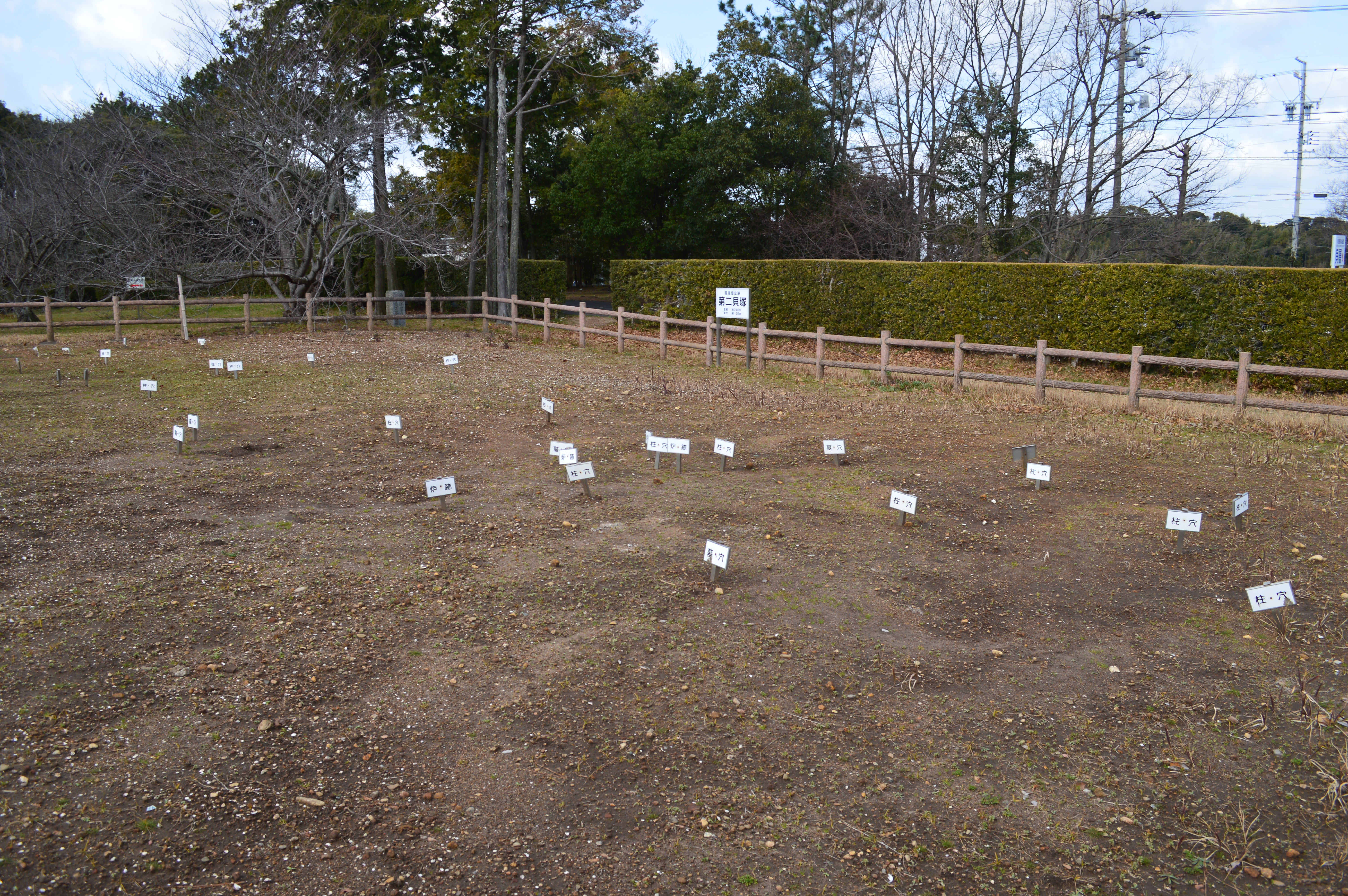
第二貝塚
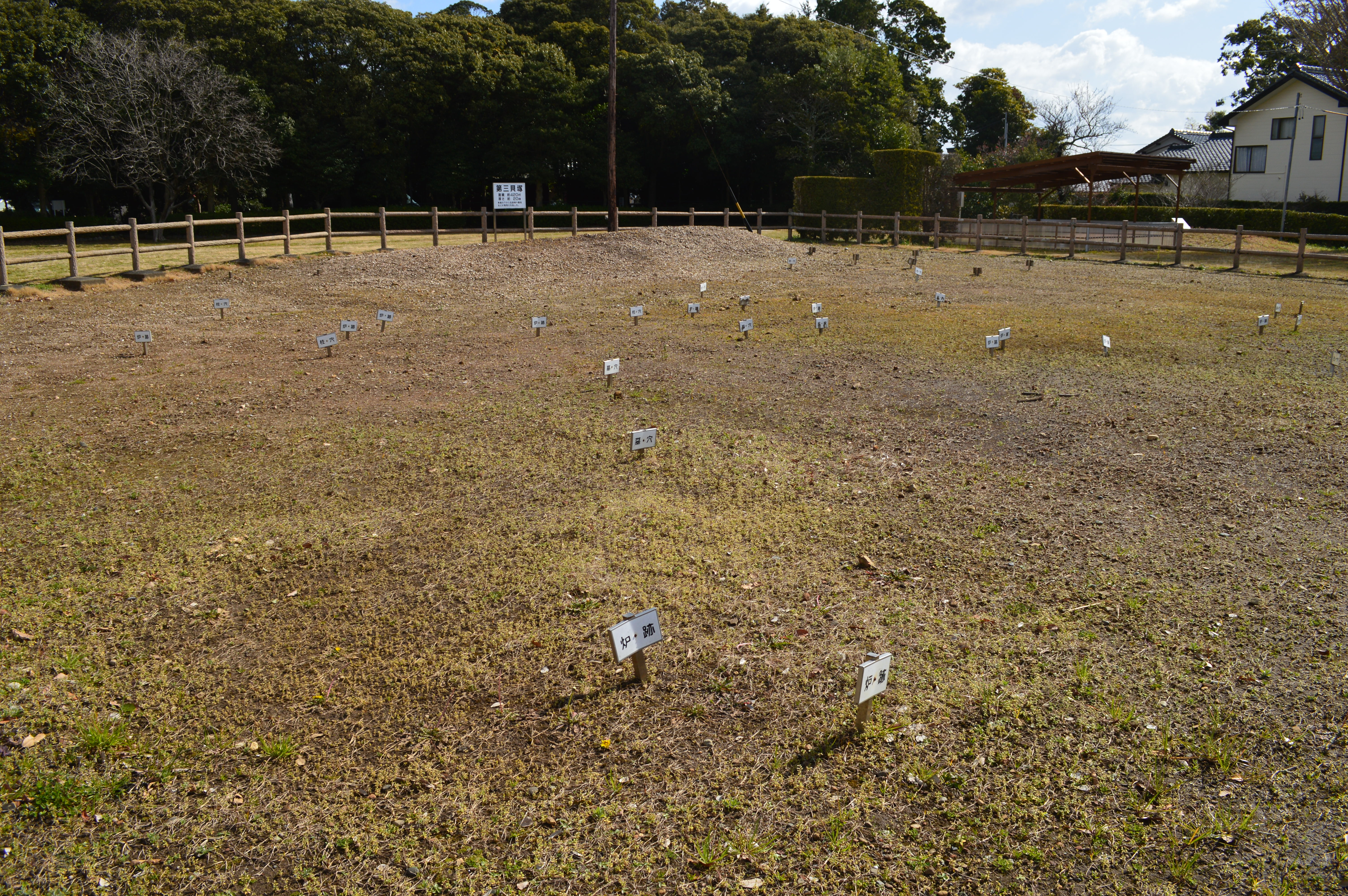
第三貝塚

## アクセス
- 住所　静岡県浜松市中央区蜆塚四丁目22番1号[2]
- バス：JR浜松駅から遠鉄バス「蜆塚・佐鳴台」行で「蜆塚遺跡前」下車、徒歩1分。